# 1148
Il 1148 (MCXLVIII in numeri romani) è un anno bisestile del XII secolo.

## Eventi
- Nivarno di Gand scrive l'Ysengrinus, un'epopea satirica in latino.
- La flotta della Repubblica di Venezia sconfigge i Normanni a Capo Matapan in Grecia.
- 23 luglio - 27 luglio: Assedio di Damasco - Nel corso della Seconda crociata, i Crociati attaccano Damasco da ovest, ma falliscono e vengono respinti dai Saraceni.

## Nati
- Béla III d'Ungheria, sovrano ungherese († 1196)
- Ugo Canefri, nobile italiano († 1233)
- Filippa d'Antiochia, nobile († 1178)
- Mafalda del Portogallo, regina († 1173)
- Qiu Chuji, esploratore cinese († 1227)
- Ugo III di Borgogna, duca († 1192)
- Urraca del Portogallo, principessa portoghese († 1211)
- Ōe no Hiromoto, militare giapponese († 1225)

## Morti
- 6 gennaio - Gilberto di Clare, I conte di Pembroke, nobile normanno
- 15 gennaio - Rinaldo III di Borgogna, francese
- 30 marzo - Amedeo III di Savoia, nobile (n. 1095)
- 16 aprile - Robert de Bethune, vescovo cattolico britannico
- 16 aprile - Alfonso Giordano di Tolosa, nobiluomo francese (n. 1103)
- 5 giugno - Oberto, vescovo cattolico italiano
- 21 agosto - Guglielmo II di Nevers, nobile e militare francese (n. 1083)
- 25 agosto - Adalbero di Brema, arcivescovo cattolico tedesco
- 8 settembre - Guglielmo di Saint-Thierry, monaco cristiano, teologo e filosofo belga
- 17 settembre - Conan III di Bretagna, nobile francese
- 2 novembre - Malachia di Armagh, abate e arcivescovo cattolico irlandese (n. 1095)
- 20 novembre - Alberico di Beauvais, cardinale francese
- Alessandro di Lincoln, vescovo cattolico inglese
- Manuele Anema, nobile e generale bizantino
- Ari Þorgilsson, scrittore e religioso islandese (n. 1067)
- Pietro Barliario, medico e alchimista italiano (n. 1055)
- Edvige di Gudensberg, nobile tedesca (n. 1098)
- Elinardo di Bures, nobile francese
- Ernesto di Zwiefalten, abate e santo tedesco
- Goffredo Boterel II di Penthièvre, nobile francese
- Wuzhu, militare cinese
- Rodolfo I di Neuchâtel, nobile svizzero (n. 1070)
- Óttar Óttarsson, re
- Pagano il Coppiere, nobiluomo francese
- Alberto Pallavicino, nobile italiano
- Pietro Polani, politico italiano (n. 1098)
- Jaufré Rudel, poeta e trovatore francese
- Ruggero III di Puglia, condottiero normanno (n. 1118)
- Ulvhild Håkonsdotter, regina svedese
- Abu Bakr ibn al-Arabi, giurista arabo (n. 1076)

## Calendario
| Calendario 1148 | Calendario 1148 | Calendario 1148 | Calendario 1148 | Calendario 1148 | Calendario 1148 | Calendario 1148 | Calendario 1148 | Calendario 1148 | Calendario 1148 | Calendario 1148 | Calendario 1148 | Calendario 1148 | Calendario 1148 | Calendario 1148 | Calendario 1148 | Calendario 1148 | Calendario 1148 | Calendario 1148 | Calendario 1148 | Calendario 1148 | Calendario 1148 | Calendario 1148 | Calendario 1148 | Calendario 1148 | Calendario 1148 | Calendario 1148 | Calendario 1148 | Calendario 1148 | Calendario 1148 | Calendario 1148 | Calendario 1148 | Calendario 1148 |
| --------------- | --------------- | --------------- | --------------- | --------------- | --------------- | --------------- | --------------- | --------------- | --------------- | --------------- | --------------- | --------------- | --------------- | --------------- | --------------- | --------------- | --------------- | --------------- | --------------- | --------------- | --------------- | --------------- | --------------- | --------------- | --------------- | --------------- | --------------- | --------------- | --------------- | --------------- | --------------- | --------------- |
|                 | 1               | 2               | 3               | 4               | 5               | 6               | 7               | 8               | 9               | 10              | 11              | 12              | 13              | 14              | 15              | 16              | 17              | 18              | 19              | 20              | 21              | 22              | 23              | 24              | 25              | 26              | 27              | 28              | 29              | 30              | 31              |                 |
| Gennaio         | Gi              | Ve              | Sa              | Do              | Lu              | Ma              | Me              | Gi              | Ve              | Sa              | Do              | Lu              | Ma              | Me              | Gi              | Ve              | Sa              | Do              | Lu              | Ma              | Me              | Gi              | Ve              | Sa              | Do              | Lu              | Ma              | Me              | Gi              | Ve              | Sa              |                 |
| Febbraio        | Do              | Lu              | Ma              | Me              | Gi              | Ve              | Sa              | Do              | Lu              | Ma              | Me              | Gi              | Ve              | Sa              | Do              | Lu              | Ma              | Me              | Gi              | Ve              | Sa              | Do              | Lu              | Ma              | Me              | Gi              | Ve              | Sa              | Do              |                 |                 |                 |
| Marzo           | Lu              | Ma              | Me              | Gi              | Ve              | Sa              | Do              | Lu              | Ma              | Me              | Gi              | Ve              | Sa              | Do              | Lu              | Ma              | Me              | Gi              | Ve              | Sa              | Do              | Lu              | Ma              | Me              | Gi              | Ve              | Sa              | Do              | Lu              | Ma              | Me              |                 |
| Aprile          | Gi              | Ve              | Sa              | Do              | Lu              | Ma              | Me              | Gi              | Ve              | Sa              | Do              | Lu              | Ma              | Me              | Gi              | Ve              | Sa              | Do              | Lu              | Ma              | Me              | Gi              | Ve              | Sa              | Do              | Lu              | Ma              | Me              | Gi              | Ve              |                 |                 |
| Maggio          | Sa              | Do              | Lu              | Ma              | Me              | Gi              | Ve              | Sa              | Do              | Lu              | Ma              | Me              | Gi              | Ve              | Sa              | Do              | Lu              | Ma              | Me              | Gi              | Ve              | Sa              | Do              | Lu              | Ma              | Me              | Gi              | Ve              | Sa              | Do              | Lu              |                 |
| Giugno          | Ma              | Me              | Gi              | Ve              | Sa              | Do              | Lu              | Ma              | Me              | Gi              | Ve              | Sa              | Do              | Lu              | Ma              | Me              | Gi              | Ve              | Sa              | Do              | Lu              | Ma              | Me              | Gi              | Ve              | Sa              | Do              | Lu              | Ma              | Me              |                 |                 |
| Luglio          | Gi              | Ve              | Sa              | Do              | Lu              | Ma              | Me              | Gi              | Ve              | Sa              | Do              | Lu              | Ma              | Me              | Gi              | Ve              | Sa              | Do              | Lu              | Ma              | Me              | Gi              | Ve              | Sa              | Do              | Lu              | Ma              | Me              | Gi              | Ve              | Sa              |                 |
| Agosto          | Do              | Lu              | Ma              | Me              | Gi              | Ve              | Sa              | Do              | Lu              | Ma              | Me              | Gi              | Ve              | Sa              | Do              | Lu              | Ma              | Me              | Gi              | Ve              | Sa              | Do              | Lu              | Ma              | Me              | Gi              | Ve              | Sa              | Do              | Lu              | Ma              |                 |
| Settembre       | Me              | Gi              | Ve              | Sa              | Do              | Lu              | Ma              | Me              | Gi              | Ve              | Sa              | Do              | Lu              | Ma              | Me              | Gi              | Ve              | Sa              | Do              | Lu              | Ma              | Me              | Gi              | Ve              | Sa              | Do              | Lu              | Ma              | Me              | Gi              |                 |                 |
| Ottobre         | Ve              | Sa              | Do              | Lu              | Ma              | Me              | Gi              | Ve              | Sa              | Do              | Lu              | Ma              | Me              | Gi              | Ve              | Sa              | Do              | Lu              | Ma              | Me              | Gi              | Ve              | Sa              | Do              | Lu              | Ma              | Me              | Gi              | Ve              | Sa              | Do              |                 |
| Novembre        | Lu              | Ma              | Me              | Gi              | Ve              | Sa              | Do              | Lu              | Ma              | Me              | Gi              | Ve              | Sa              | Do              | Lu              | Ma              | Me              | Gi              | Ve              | Sa              | Do              | Lu              | Ma              | Me              | Gi              | Ve              | Sa              | Do              | Lu              | Ma              |                 |                 |
| Dicembre        | Me              | Gi              | Ve              | Sa              | Do              | Lu              | Ma              | Me              | Gi              | Ve              | Sa              | Do              | Lu              | Ma              | Me              | Gi              | Ve              | Sa              | Do              | Lu              | Ma              | Me              | Gi              | Ve              | Sa              | Do              | Lu              | Ma              | Me              | Gi              | Ve              |                 |